# Karl Hugo Kronecker
Karl Hugo Kronecker, född 27 januari 1839 i Liegnitz,  död 6 juni 1914 i Bad Nauheim, var en tysk fysiolog, bror till matematikern Leopold Kronecker.
Han blev medicine doktor 1863, extra ordinarie professor i fysiologi i Leipzig 1874 och i Berlin 1876 samt ordinarie professor 1884 i Bern, där han utövade en omfattande verksamhet som forskare och lärare. 1887 var han handledare för svenska Julia Brinck (tredje svenska kvinnliga läkare).
Hans vetenskapliga skrifter, som hänföra sig huvudsakligen till de vegetativa organens fysiologi och till den allmänna muskelfysiologin, offentliggjordes i flera olika tidskrifter. Han blev ledamot av Vetenskapssocieteten i Uppsala 1896.